# Biscuit

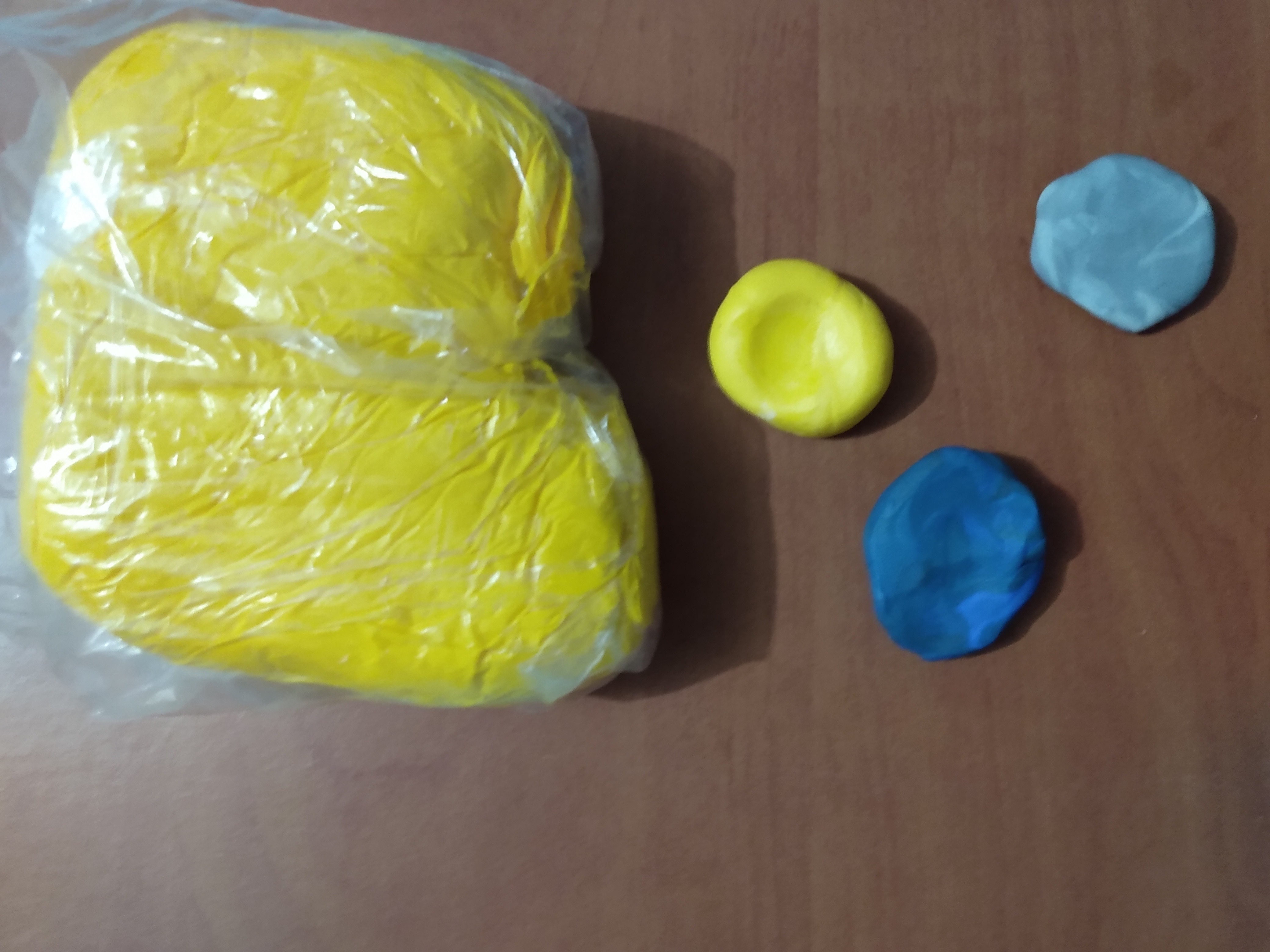
Porcelana fria em diferentes cores.

Porcelana fria ou Biscuit é a massa de modelar produzida a partir da mistura de amido de milho, cola branca para porcelana fria, conservantes como limão ou vinagre e vaselina. Este tipo de massa não precisa ser aquecida para que mantenha seu formato final de modelagem já que é seca em contato com o ar.
A Porcelana fria é uma massa de fácil modelagem, aceitando tingimento e pintura com vários tipos de tintas e corantes.

## Modelagem
A massa de Porcelana fria é versátil e pode ser utilizada para uma infinidade de projetos. Pode-se aplicar a massa natural ou tingida, criando efeitos diferenciados de acabamentos. 
Para as peças modeladas após o tingimento, será necessário preparar todas as quantidades necessárias para o projeto em cada uma das cores escolhidas, isso porque será muito difícil conseguir o mesmo tom em outro lote de massas a tingir.
Também pode ser realizada a modelagem com a massa natural (sem corante ou apenas com branqueador de massa) e ser pintada depois de seca com tinta látex, acrílica e também tinta a óleo. Alguns destes pigmentos podem também ser utilizados para tingir a massa.
A secagem da peça é feita deixando em local arejado e escorada caso exista necessidade, sobre uma superfície porosa como uma espuma ou tecido. Note que a peça encolhe cerca de 30% em suas dimensões por conta da evaporação da água, comum no processo de secagem. 
Se sua peça tiver colagens, como por exemplo braços de um boneco, ou partes, faça isso com a própria cola branca, até mesmo depois de seca, e também você pode usar palitos de dente, escondidos, para fixar partes, como uma cabeça ao corpo por exemplo.
Também é válido lembrar que, a massa sempre diminui de tamanho após a secagem, por isso ao fazer suas peças lembre-se disso, se no seu trabalho você for fazer peças de diferentes etapas, deverá tomar cuidado para o acabamento não ficar desigual.

## Tingimento
Por ser atóxica (na maioria das composições) a tinta de tecido é bastante utilizada na coloração da massa de Porcelana fria. Outras opções são os corantes em gel ou pó específicos para esse tipo de artesanato que podem ser encontrados em casas do ramo. As tintas à base de óleo não são indicadas por conta do manuseio da massa e da possibilidade de alergias em contato com a pele. Caso utilize esse tipo de corante use luvas para tingir e também ao modelar com a massa. 
Para tingir, mistura-se a tinta diretamente à massa fresca, vá apertando e misturando com as mãos até a massa ficar com a cor totalmente homogênea, pois se não for bem misturada, podem ocorrer manchas nas peças depois de secas. 
A pintura também pode ser feita depois das peças secas, e o pigmento recomendado é a tinta látex. O excesso no uso da tinta (grossas camadas de pintura ou diluição excessiva da tinta) pode causar rachaduras na peça. Caso isso ocorra, lave a peça imediatamente em água corrente removendo toda a camada de tinta e seque com um jato de calor (secador de cabelos). Deve-se esperar que as peças sequem totalmente antes de pintá-las, pois a tinta pode impedir o processo de secagem e causar danos ao acabamento.
Sua pintura deve ser suave e delicada, com pinceladas pequenas, com pouca tinta, para que o seu trabalho na porcelana fria não se borre com o excesso de tinta no pincel.